# أندريا ماير
أندريا ماير (بالألمانية: Andrea Mayr) هي عدائة مسافات طويلة نمساوية ولدت في يوم 15 أكتوبر 1979 في مدينة فيلز في النمسا خاضت منافسات أيضاً في سباق الجبال وركوب الدراجات، أفضل رقم شخصي لها في الماراثون هو 2:30:43 وألذي سجلته في سنة 2009 في فيينا.

## روابط خارجية
- أندريا ماير على موقع الاتحاد الدولي لألعاب القوى (الإنجليزية)
- أندريا ماير على موقع أرشيف الدراجات (الإنجليزية)
- أندريا ماير على موقع اتحاد الترياتلون الدولي (الإنجليزية)
- أندريا ماير على موقع رابطة إحصائيات سباق الطريق (الإنجليزية)
- أندريا ماير على موقع الرابطة الدولية لركض المسار (الإنجليزية)
- أندريا ماير على موقع اللجنة الأولمبية الدولية (الإنجليزية)
- أندريا ماير على موقع أوليمبيديا (الإنجليزية)